# Henri Voorhelst
Henri "Rik" Voorhelst (ur. 15 maja 1931 w Antwerpii) – belgijski specjalista ratownictwa wodnego, profesor wychowania fizycznego. Specjalizuje się w przypadkach związanych z tonięciem samochodów, był w tej sprawie biegłym belgijskiego Ministerstwa Sprawiedliwości. Jest emerytowanym oficerem NATO, członkiem Belgijskiego Komitetu Olimpijskiego, wiceprezydentem Belgijskiej Federacji Bobslejowej i współzałożycielem Belgijskiej Federacji Ratownictwa. Do 2012 był członkiem zarządu International Life Saving Federation of Europe.
Od 1954 żonaty z Gretą Boljau, z którą ma dwie córki.